# Dekanat Mszana Dolna
Dekanat Mszana Dolna – jeden z 45 dekanatów w rzymskokatolickiej archidiecezji krakowskiej.

## Parafie
W skład dekanatu wchodzi 12 parafii oraz 1 rektorat:
- parafia Najświętszego Serca Pana Jezusa (rektorat) – Glisne
- parafia św. Marii Magdaleny – Kasina Wielka
- parafia Nawiedzenia NMP – Kasinka Mała
- parafia św. Stanisława – Konina
- parafia św. Józefa Oblubieńca – Lubomierz
- parafia MB Królowej Polski – Łętowe
- parafia Miłosierdzia Bożego – Mszana Dolna
- parafia św. Michała Archanioła – Mszana Dolna
- parafia MB Nieustającej Pomocy – Mszana Górna
- parafia św. Sebastiana – Niedźwiedź
- parafia św. Jana Chrzciciela – Olszówka
- parafia MB Fatimskiej – Poręba Wielka
- parafia św. Józefa Robotnika – Raba Niżna

## Sąsiednie dekanaty
Dobczyce, Łącko (diec. tarnowska), Nowy Targ, Pcim, Rabka, Tymbark (diec. tarnowska)